# Max Conradt
Max Conradt (* 8. März 1871 in Dresden; † nach 1933, ca. 1940) war ein deutscher Politiker (DNVP).

## Leben
Conradt wurde als Sohn eines Kaufmanns geboren. Nach dem Volksschulabschluss besuchte er die Realschule und absolvierte danach eine vierjährige Schornsteinfegerlehre, die er mit der Gesellenprüfung beendete. Er bestand 1895 die Meisterprüfung und war seit 1897 als Bezirksschornsteinfegermeister in Breslau tätig. 1904 wurde er Obermeister der Innung.
Conradt war von 1913 bis zum 15. November 1918 Mitglied des Preußischen Abgeordnetenhauses. Nach der Novemberrevolution trat er in die DNVP ein und betätigte sich bei verschiedenen deutschnationalen mittelständischen Blättern und Zeitungen. Von 1919 bis 1921 war er Mitglied der Verfassunggebenden Preußischen Landesversammlung und von 1921 bis 1933 Abgeordneter des Preußischen Landtages. Sein Hauptaugenmerk galt den Fragen des Mittelstandes.
Zuletzt saß er vor März 1940 im Bremer Stadtrat. Er war Ehrenmitglied der Burschenschaft Semnonia Berlin.
Max Conradt war seit 1897 mit Emma Sattler († 1905) verheiratet und hatte zwei Kinder. 1909 heiratete er Gertrud Perlitius.